# 베이징호일
베이징호일(北京好日)은 린위탕의 장편 역사소설이다.
1900년의 의화단(義和團) 사건에서부터 1937년의 난징(南京) 함락 후까지의 베이징 상류가족의 이야기이다. <현대 중국 생활의 소설>이란 부제(副題)가 붙은 것과 같이 중국의 역사적 상황과 중국인의 생활을 구미인들에게 이해시키려는 의도가 강하고 사건이나 풍습이 명료하게 그려진 반면, 작자의 주장·사관(史觀)이 약하여 전체적으로 멜로드라마적 대하소설이라는 평을 받고 있다.